# Бабак Філ

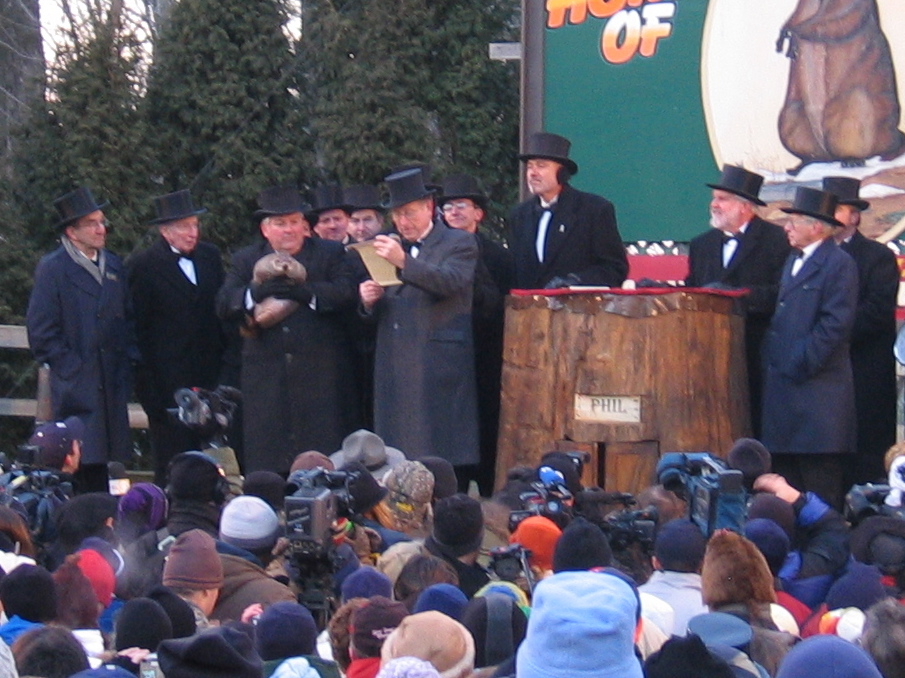
Філ пророкує прихід весни в 2005 році. Того року була «передбачена» довга зима, як і в інші роки за період від 2000 по 2006 рік. Самим же довгим періодом довгої зими був проміжок між 1903 і 1933 роками

Панксатонський Філ (англ. Punxsutawney Phil) — знаменитий лісовий бабак (лат. Mormota monax) з міста Панксатоні в Пенсільванії, США, який нібито вміє передбачати погоду. Згідно з традицією, під час свята «День бабака» люди намагаються передбачити початок весни по виходу бабака з будиночка. Якщо він побачить тінь і відразу ж повернеться додому, то зима буде ще довго, якщо ж не побачить і залишиться, то весна буде рання. Ця традиція прийшла до США і Канади з Німеччини разом з переселенцями, так званими «Пенсильванськими німцями».

## «Прогнози» Філа
За підрахунками американських кліматологів, точність прогнозів Філа становить 39 %. У той же час його прихильники і деякі дослідники свята стверджують про точність від 75 % до 90 %.

## «Смертний вирок»
В березні 2013 року прокурор з Огайо пред'явив бабаку Філу жартівливе кримінальне обвинувачення за те, що в День бабака 2 лютого він помилково передбачив ранній початок весни. Як міру покарання для бабака прокурор порекомендував смертну кару. Незважаючи на очевидність жарту, в Панксутоні посилили заходи безпеки навколо будинку Філа.